# استان باندوندو
استان باندوندو (به لاتین: Bandundu Province) یک استان در جمهوری دموکراتیک کنگو است که در جمهوری دموکراتیک کنگو واقع شده‌است. استان باندوندو ۲۹۵٬۶۵۸ کیلومترمربع مساحت و ۸٬۰۶۲٬۴۶۳ نفر جمعیت دارد.